# Cistina columbiae
Cistina columbiae är en sjöstjärneart som beskrevs av Gray 1840. Cistina columbiae ingår i släktet Cistina och familjen Ophidiasteridae. Inga underarter finns listade i Catalogue of Life.